# Карим Аль Азхари
Карим Аль Азхари (engl. Karim Al Azhari) (род. 12 марта 1973, Абу-Даби) —  автогонщик, семикратный чемпион ОАЭ в классе Gran Turismo (2007-2011, 2013-2014). Основатель и президент  крупнейшего автомобильного клуба Арабских Эмиратов Porsche Club UAE с 1998 года. Постоянный организатор гонок для владельцев автомобилей Porsche.

## Биография
Аль Азхари родился 12 марта 1973 года в Абу-Даби, в арабско-немецкой семье. Карьеру автоспортсмена начал с участия в соревнованиях по картингу во время своей учёбы в университете США. После этого Аль Азхари пробовал свои силы в разных гоночных соревнованиях от автокросса до младших гоночных серий (Bahrain and Qatar Formula BMW Series). Кроме того Карим Аль Азхари дважды завоевал чемпионский титул в гонках класса Radical (Radical Gulf Cup) в 2006 и 2007 гг.
Вскоре после этого Аль Азхари стал официальным пилотом дубайской гоночной команды Al Nabooda Racing, которой вместе со своим напарником Клемесом Шмидтом принес семь чемпионских титулов в гонках класса GT.
С 2007 года Аль Азхари постоянный участник кольцевых гонок эндуранс (гонки на выносливость) в Европе и ОАЭ.
С 2014 года выступает за российскую гоночную команду GT Russian вместе с Алексеем Васильевым в гоночной серии Blancpain Endurance на автомобиле Mercedes-Benz SLS AMG GT3.